# Каноэ с балансиром

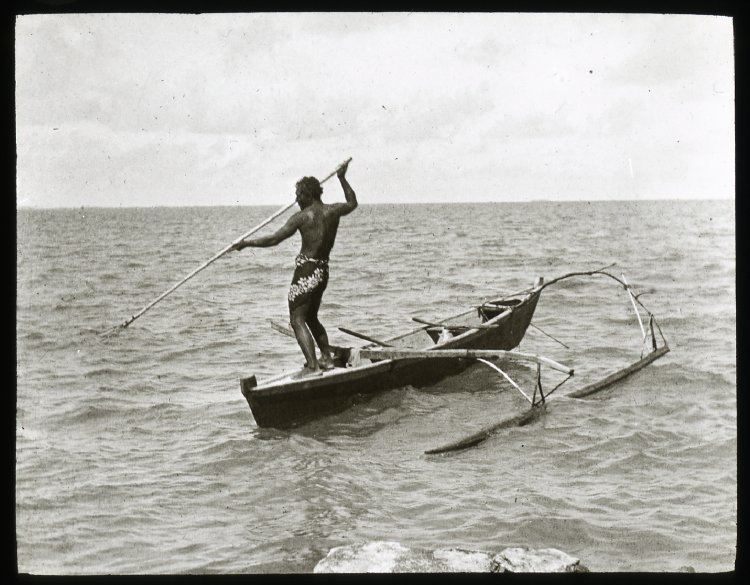
Полинезийское каноэ с балансиром.

Каноэ с аутригером, то есть балансиром, аутригер-каноэ (англ. outrigger canoe) — тип небольших судов, используемых по сей день на многих островах Тихого океана, а также в Пуэрто-Рико, как с парусом, так и без него. Могут иметь один или два балансира. Способны совершать дальние океанские плавания. Длина судна может составлять от 6 до 30 метров. Крупнейшие из них вмещают до 50 человек. 
Корпус длинный, узкий с одинаковыми оконечностями, т.к. такие лодки ходят всегда одним и тем же бортом на ветер. При смене курса рулевое весло переносят на другую оконечность, нос становится кормой, но ориентация судна относительно ветра остаётся прежней.  У каноэ с одним балансиром он подвешивается с наветренной стороны с помощью 2—6 длинных шестов (аутригер-балок, лонжеронов). Корпус такого каноэ может быть несимметричным, то есть более выпуклым в сторону балансира, чтобы препятствовать дрейфу силой, аналогичной подъёмной силе самолётного крыла. На лонжеронах может быть устроена платформа-палуба. В традиционном каноэ со смещением к аутригеру располагается низкая мачта с треугольным или в форме клешни краба парусом, у которых наиболее широкая часть расположена в верхней части. Парус растянут между двумя реями за нижнюю и верхнюю шкаторины; третья свободная. Реи имеют гибкое сопряжение и за точку сопряжения притягиваются к носовой оконечности корпуса. Такая конструкция позволяет очень оперативно управлять площадью паруса и его положением относительно судна на различных курсах. При смене галса точку сопряжения рей переносят на другую оконечность корпуса, в сторону которой одновременно наклоняется мачта, чтобы центр приложения движущей силы был впереди центра сопротивления движению. Управляется судно с помощью рулевого весла, которое не поворачивается, а поднимается и опускается. Все составные части судна традиционной постройки соединяются тросами из растительных волокон.